# Odalisca (Pradier)
L'Odalisca è una scultura in marmo realizzata dallo scultore francese James Pradier. Quest'opera venne realizzata nel 1841 e oggi è conservata al museo di belle arti di Lione.

## Descrizione

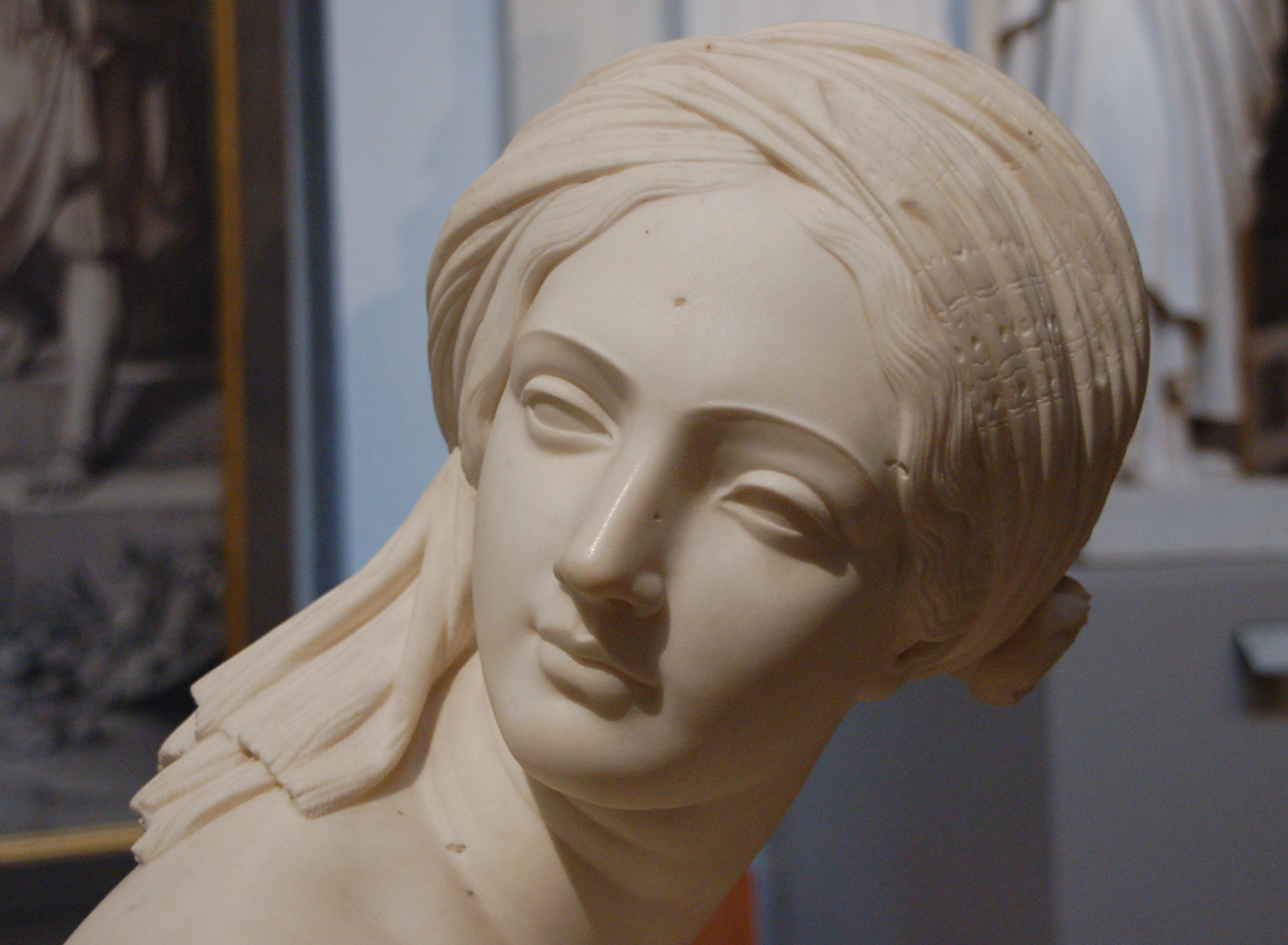
Un dettaglio del volto dell'odalisca.

Questa scultura ritrae un'odalisca, un soggetto molto comune nella pittura orientalista del diciannovesimo secolo, ma raro in ambito scultoreo. Le odalische erano delle donne che vivevano negli harem e che servivano le concubine o le mogli dei sultani ottomani, ma nell'immaginario europeo di quel tempo venivano viste come delle figure sensuali, lascive ed esotiche.
Questa donna orientale è seduta per terra, sopra le sue stesse vesti, e con la mano sinistra tiene un ventaglio di piume. Ella indossa solo un turbante, dato che allora era d'uopo raffigurare le odalische senza veli, nonostante si trattasse di una visione erotizzata dell'Oriente che non corrispondeva alla realtà. La donna volta il proprio capo per guardare all'indietro, come se qualcosa alle sue spalle avesse attirato la sua attenzione. Questo movimento invita lo spettatore a girare attorno alla statua, potendola ammirare da ogni punto di vista.
La posa della figura riprende alcune statue di epoca antica ritraenti la dea Venere (soprattutto l'Afrodite accovacciata di Dedalsa), ma Pradier non seguì del tutto il modello classico, dato che l'odalisca viene raffigurata seduta per terra, allontanandosi dalle norme sul decoro tipiche della scultura neoclassica. Pradier, infatti, intendeva superare l'idealizzazione presente nei soggetti delle opere neoclassiche e preferiva ritrarre realisticamente i corpi delle sue figure. Anche per questo l'accoglienza iniziale fu mista, in quanto da un lato venivano criticate la posa della figura e il movimento "forse un po' forzato" del collo, mentre dall'altro si lodavano la morbidezza della carne e il fascino del viso.